# Score corporel
Le score corporel, score d'état corporel, note de condition corporelle ou note d'état corporel est une échelle numérique semi-quantitative qui évalue la masse graisseuse d'un animal d'après l'observation et la palpation de son corps.

## Histoire
À l'origine, le système a été développé au début des années 1980 par Don Henneke de l'Université A&M du Texas dans le but de créer une échelle universelle pour évaluer le poids des chevaux, et a été publié pour la première fois en 1983.
Par la suite, il a été adapté pour d'autres animaux d'élevage, en particulier les bovins. L'obésité chez les chats et les chiens peut également être diagnostiquée avec cette méthode.

## Description
Plusieurs échelles existent, mais la plupart des vétérinaires emploient des échelles de score corporel notées sur 5 ou sur 9, selon leur préférence,. Ces échelles sont développées pour être employées sur des animaux n'ayant pas de condition médicale particulière.
Sur l'échelle sur 9 points, chaque unité correspond à l'écart de proportion en masse graisseuse de 10 à 15 % par rapport au poids idéal. Sur cette échelle, 1 correspond à un animal anorexique tandis que 9 correspond à un animal en obésité morbide. Le score 5 est considéré comme idéal.
La palpation d'un chat en vue d'évaluer son score corporel s'opère en plaçant les mains de part et d'autre du thorax, sans appuyer. Le score se détermine suivant l'épaisseur de la couche graisseuse sur les côtes ressenties en amenant ses mains vers l'arrière de la cage thoracique. 

## Intérêt
L'échelle de score corporel en 9 points présente l'avantage d'être fidèle aux mesures par scan Dexa, qui évalue la masse graisseuse. L'association entre la note d'état corporel et la valeur du poids vif permet d'estimer le poids idéal de l'animal.

## Critères de notation
Différents systèmes d'évaluation du score corporel existent.

### Pour le cheval
| Note | Description           | Critères | Image |
| 1    | Anorexique            | Extrêmement mince ; pas de tissu adipeux ; les vertèbres, les côtes, la tête de la queue et les os du garrot, de l'épaule et du cou sont visibles                                                                                    |       |
| 2    | Très mince            | Mince ; légère couverture tissulaire sur les os; les vertèbres, les côtes, la tête de la queue et les os du garrot, de l'épaule et du cou sont visibles                                                                              |       |
| 3    | Mince                 | Légère couverture de graisse sur le corps; les vertèbres et les côtes sont un peu moins discernables ; le garrot, les épaules et le cou ne semblent pas trop minces                                                                  |       |
| 4    | Moyennement mince     | La crête de la colonne vertébrale et les côtes sont visibles ; la tête de la queue peut ou non être visible selon la race; le garrot, les épaules et le cou ne semblent pas trop minces                                              |       |
| 5    | Normal                | La colonne vertébrale et les côtes ne sont pas visibles, mais les côtes peuvent être ressenties ; la tête de la queue est spongieuse; le garrot, les épaules et le cou sont arrondis et lisses                                       |       |
| 6    | Moyennement corpulent | Léger pli au dos; les côtes et la tête de la queue sont spongieuses; dépôts de graisse le long du garrot et du cou et derrière les épaules                                                                                           |       |
| 7    | Corpulent             | Pli vers le bas de la colonne vertébrale ; les côtes sont remplies de graisse entre elles ; tête de queue spongieuse; dépôts de graisse le long du garrot et du cou et derrière les épaules                                          |       |
| 8    | Obèse                 | Pli apparent vers le bas de la colonne vertébrale ; côtes difficiles à sentir; graisse entourant la tête de la queue; dépôts de graisse le long du garrot, derrière les épaules et à l'intérieur des cuisses ; le cou est large      |       |
| 9    | Obésité morbide       | Pli évident vers le bas de la colonne vertébrale; graisse apparente sur les côtes ; graisse apparente sur la tête de la queue, le garrot, derrière les épaules et sur le cou; la graisse remplit le flanc et l'intérieur des cuisses |       |